# Gestion de la production assistée par ordinateur
La gestion de la production assistée par ordinateur (souvent abrégée en GPAO) est une méthode de gestion de la production assistée d'un logiciel. Elle permet de gérer l'ensemble des activités, liées à la production, d'une entreprise industrielle :
- Gestion des stocks et des achats
- Gestion de commandes
- Gestion des produits engendrés par ces commandes
- Gestion des articles entrant dans la fabrication de ces produits et de leurs nomenclatures-gammes
- Gestion des ressources par familles (couple homme/spécialité) permettant la création des gammes (nomenclature de fabrication)
- Création et gestion du planning de fabrication
- Expédition des produits
- Facturation

L'industrie du logiciel a développé depuis les années 1970 un certain nombre d'outils informatiques permettant de mieux gérer la production sous ses divers aspects : Ordres de Fabrication (OF) - suivi des stocks - suivi des temps - gestion des coûts - ordonnancement-planning.
La GPAO est notamment caractérisée par un système de réapprovisionnement en produits et composants appelé calcul des besoins nets (CBN), aujourd'hui plus connu sous son vocable anglais "Material Requirement Planning" ou MRP. II est le fruit des travaux de  Joseph Orlicky en 1964 en réponse au Toyota Manufacturing Program. En 1984, Oliver Wight a fait évoluer le concept MRP vers le MRP2 (Manufacturing Resources Planning). Le MRP, cœur de la GPAO a été largement promu par l'APICS (American Production and Inventory Control Society).
Les fonctions de la GPAO sont communément incorporées, depuis les années 1990, aux Progiciels de gestion intégrés (ERP ou PGI) qui s'appliquent à toutes les fonctions de l'entreprise.

## Logiciels de GPAO
Les nombreux progiciels ou logiciels de GPAO du marché ont des caractéristiques, des performances, des clientèles privilégiées par leurs approches en matière d'organisation, leur modularité, leur adaptabilité, leurs coûts d'achat et de mise en œuvre. 
Les logiciels de GPAO permettent aux entreprises de suivre et d'optimiser l'ensemble de la production par anticipation des besoins. Souvent, ces logiciels proposent un service de facturation automatique et assurent le suivi opérationnel de l'expédition des produits.